# Csanádi Adalbert
Csanádi Adalbert, Albertus Chanadinus (15. század második fele – 1515 után) pálos rendi szerzetes, hitszónok, a kor jelentős egyházi költője.

## Élete és munkája

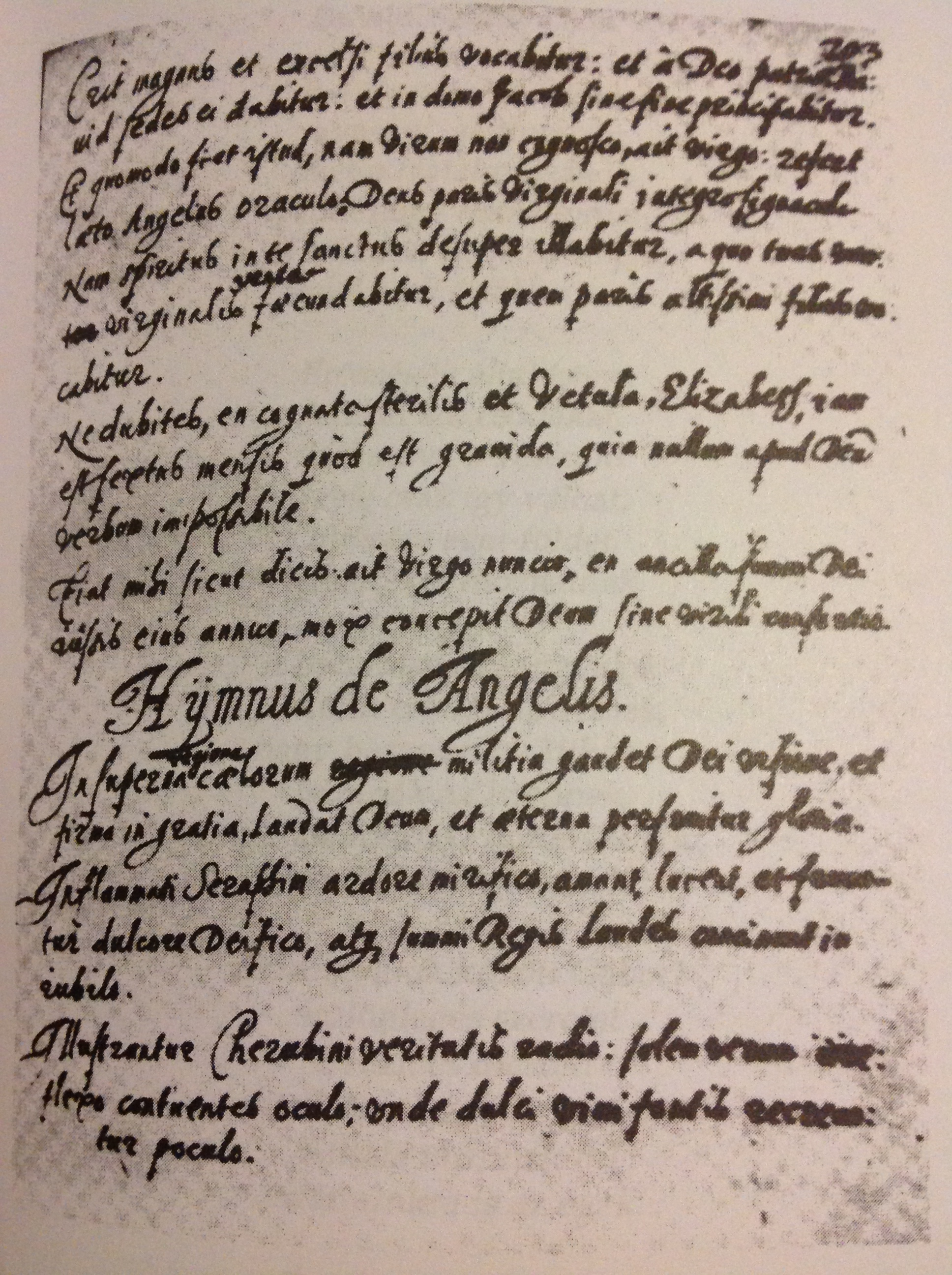
Csanádi Adalbert egyik himnuszának másolata Gyöngyösi Gergely Vitae fratrum… című munkájában

1494-ben lépett a  pálos rendbe, 1500-ban Budaszentlőrincen volt a rend hitszónoka. Költészettel foglalkozott, két himnuszát és egy irodalomtörténeti levelét Gyöngyösi Gergely kimásolja. Gyöngyösitől tudjuk, hogy Csanádi eredetileg magyar nyelven írta meg verseit, és csak azokat fordította át latinra, amelyekkel a világ elé akart lépni. Munkáját a pálos breviáriumokban is megemlítik. Valószínűleg néhány évvel 1515 után halt meg.
Gyöngyösi a Vitae fratrumban így ír Csanádiról:
„Benedek rendfőnök idejében adták rá a remeteruhát. Mert kis termetű volt, az ostoba eszű emberek, akik érdemet a test mennyiségéből és milyenségéből szokták mérni, megvetették. Pedig igen ékesszóló előadó és prédikátor volt. Miként a fölfuvalkodottak a tekintélyükkel, úgy ő lenézettségében alázatosságával dicsekedett. Első Remete Szent Pál dicséretéről több beszédet gyűjtött össze, akinek az életét heroikus mértékben is megírta. De amikor bizonyos tudatlan emberek ócsárolni kezdték, hogy nem fon kosarat, elkeseredve a verset másodszori olvasásra a tűznek adta.”
Csanádi írja a Gyöngyösi által közölt levélben, hogy magyar nyelven megírta az Úr szenvedéseinek történetét. Ez a magyar eredeti elveszett. Ugyanakkor Hadnagy Bálint pálos író is adott ki könyvet (Vita divi Pauli priori heremite. Velence, első kiadása 1507, második kiadás: 1511) Remete Szent Pál budaszentlőrinci csodatételeiről, mely könyvben – többek között – egy névtelen szerzőtől származó latin versezet is szól ugyanerről a témáról. Az irodalomtörténészek egy része azon az állásponton van, hogy a névtelen Krisztus-eposz talán épp a két nyelven verselő Csanádi Adalbert szerzeménye.
Ránk maradt munkái Gyöngyösi Vitae fratrumában találhatóak, ezek:
- Egy 1515. május 18-án kelt levele, amely arról tanúskodik, hogy a pálos renden belül a XV–XVI. század fordulóján létezett, sőt virágzott egy belső irodalmi élet, belső használatra magyar nyelven, a külvilág számára latinul. Verstani kérdések megtárgyalása mellett a kritikáig bezárólag esett szó az irodalomról.[5]
- Beszédek Szent Pál remete dicsőítésére
- Szent Pál remete élete
- Jézus szenvedéseinek leírása
- Himnusz a Boldogságos Szűz üdvözletéről
- Himnusz az angyalokról (Hymnus de Angelis)